# Cewlino
Cewlino [t͡sɛˈvlinɔ] (tiếng Đức: Zewelin)  là một ngôi làng ở quận hành chính của Gmina Manowo, trong Koszaliński, Zachodniopomorskie, ở tây bắc Ba Lan. Nó nằm khoảng 4 kilômét (2 mi)  phía tây Manowo, 9 km (6 mi) phía đông nam Koszalin và 135 km (84 mi) về phía đông bắc của thủ đô khu vực Szczecin.